# 托拉尔瓦德尔皮纳尔
托拉尔瓦德尔皮纳尔，是西班牙瓦伦西亚自治区卡斯特利翁省的一个市镇。总面积21平方公里，总人口81人（2001年），人口密度4人/平方公里。